# 竹叶吊钟属
竹叶吊钟属（学名：Bomarea），也称百合水仙属，是六出花科的一属。

## 下属物种
本属包括以下物种：
杂交种：
- Bomarea ×cantabrigiensis Chitt.

归入本属的物种：
- Collania subverticillata Kraenzl.
- Danbya distichiflora Salisb., 1866
- Danbya secundiflora Salisb., 1866